# مسجد الأربعة ركون
مسجد الأربعة ركون ويسمى أيضا مسجد الركون الأربعة هو هو مسجد يقع في حي شنغاني في مقديشو عاصمة الصومال.

## نظرة عامة
المسجد هو واحد من أقدم دور العبادة الإسلامية في العاصمة مقديشو، وكان المسجد قد بني حوالي عام 667 هـ الموافق 1268، بالتزامن مع بناء مسجد فخر الدين زنكي، يحتوي المحراب مسجد الأربعة ركون على نقش مؤرخ من العام نفسه، وكان مؤسس وباني المسجد هو خسرا بن مبارك الشيرازي.

## وصلات خارجية
- موقع مسجد الأربعة ركون على الخريطة
- البوم صور مسجد الأربعة ركون